# A Mesilla
A Mesilla é uma região que se estende por 76 770 km² no que é atualmente é o sul do estado do Arizona e Novo México, nos Estados Unidos da América.